# Herbert Sernetz
Herbert Sernetz (* 24. Januar 1938 in Brünn) ist ein deutscher Rechtsanwalt.

## Leben
Sernetz studierte Rechtswissenschaften an der Universität München, an der er 1970 promovierte. 1968 erhielt er die Zulassung zum Rechtsanwalt und ist heute Mitinhaber einer Sozietät in München mit den Beratungsschwerpunkten Aktienrecht und Vermögensnachfolge.
Von August 1997 bis August 2005 war er Präsident des Bayerischen Anwaltsgerichtshofs. Er publizierte zum Gesellschafts- und Erbrecht.

## Schriften
Monographien und Handbücher
- Die Rechtsnachfolge in die Verbandsmitgliedschaft insbesondere beim Unternehmerwechsel, 1973
- Kapitalaufbringung und -erhaltung in der GmbH, Köln 2003 (gemeinsam mit Ulrich Haas)

Aufsätze und sonstige Beiträge
- Die Folgen der neueren Zivilrechtsprechung zum „Ausschüttungs-Rückhol-Verfahren“ für zukünftige Kapitalerhöhungen bei der GmbH, ZIP 1993, S. 1685 ff.
- Die Folgen der neueren Zivilrechtsprechung zum „Ausschüttungs-Rückhol-Verfahren“ für frühere Kapitalerhöhungen bei der GmbH, ZIP 1995, S. 173 ff.
- Beck´sches Rechtsanwaltshandbuch, 8. Aufl., München 2004
  - B 1. Erbrecht und Testamentsvollstreckung, S. 99–157
  - D 4. Einstweiliger Rechtsschutz, S. 1129–1144 (gemeinsam mit Wolf-Dieter von Gronau)